# فيلي هال (ممثل)
فيلي هال (بالإنجليزية: Willie Hall)‏ هو طبال وموسيقي وملحن ومنتج أسطوانات وممثل أمريكي، ولد في 8 أغسطس 1950 في الولايات المتحدة.

## وصلات خارجية
- فيلي هال على موقع IMDb (الإنجليزية)
- فيلي هال على موقع ميوزك برينز (الإنجليزية)
- فيلي هال على موقع أول ميوزيك (الإنجليزية)
- فيلي هال على موقع ديسكوغز (الإنجليزية)
- فيلي هال على موقع قاعدة بيانات الفيلم (الإنجليزية)